# Nagadeba szetschwanensis
Nagadeba szetschwanensis är en fjärilsart som beskrevs av Draeseke 1928. Nagadeba szetschwanensis ingår i släktet Nagadeba och familjen nattflyn. Inga underarter finns listade i Catalogue of Life.